# Самуель Конецпольський
Самуель Конецпольський гербу Побуг (пол. Samuel Koniecpolski; ? — 1641) — польський шляхтич, військовик, урядник Корони Польської Речі Посполитої. Представник роду Конецпольських. «Кресовий» магнат, учасник воєн проти козаків. Мав посади холмського каштеляна, грабовецького старости.
Зять дідича Добромиля Яна Щасного Гербурта, чоловік його доньки Александри, яка «внесла в дім» Конецпольських маєтність Добромиль. Діти:
- Станіслав,
- Ельжбета — дружина Станіславського, Щавінського,
- Зузанна — дружина Войцеха Красінського.